# العلاقات المكسيكية الهندوراسية
العلاقات المكسيكية الهندوراسية هي العلاقات الثنائية التي تجمع بين المكسيك وهندوراس.

## مقارنة بين البلدين
هذه مقارنة عامة ومرجعية للدولتين:
| وجه المقارنة                                              | المكسيك                                                                               | هندوراس          |
| --------------------------------------------------------- | ------------------------------------------------------------------------------------- | ---------------- |
| المساحة (كم2)                                             | 1.97 مليون                                                                            | 112.49 ألف       |
| عدد السكان (نسمة)                                         | 130.53 مليون                                                                          | 9.27 مليون       |
| الكثافة السكانية (ن./كم²)                                 | 66.26                                                                                 | 82.41            |
| العاصمة                                                   | مدينة مكسيكو                                                                          | تيغوسيغالبا      |
| اللغة الرسمية                                             | اللغة الإسبانية                                                                       | اللغة الإسبانية  |
| العملة                                                    | بيزو مكسيكي                                                                           | لمبيرة هندوراسية |
| الناتج المحلي الإجمالي (بليون دولار)                      | 1.15 تريليون                                                                          | 22.98 مليار      |
| الناتج المحلي الإجمالي (تعادل القوة الشرائية) بليون دولار | 2.16 تريليون                                                                          | 41.14 مليار      |
| الناتج المحلي الإجمالي الاسمي للفرد دولار أمريكي          | 9.01 ألف                                                                              | 2.53 ألف         |
| الناتج المحلي الإجمالي للفرد دولار أمريكي                 | 17.32 ألف                                                                             | 4.91 ألف         |
| مؤشر التنمية البشرية                                      | 0.756                                                                                 | 0.606            |
| رمز المكالمات الدولي                                      | +52                                                                                   | +504             |
| رمز الإنترنت                                              | .mx                                                                                   | .hn              |
| المنطقة الزمنية                                           | منطقة زمنية وسطى، المنطقة الزمنية الجبلية، زمن منطقة المحيط الهادئ، منطقة زمنية شرقية | 00               |

## مدن متوأمة
في ما يلي قائمة باتفاقيات التوأمة بين مدن مكسيكية وهندوراسية:
- ترتبط غوادالاخارا مع تيغوسيغالبا باتفاقية توأمة منذ 20 أكتوبر 1980.

## منظمات دولية مشتركة
يشترك البلدان في عضوية مجموعة من المنظمات الدولية، منها:
| علم المنظمة | اسم المنظمة                                                          | تاريخ انضمام المكسيك | تاريخ انضمام هندوراس |
| ----------- | -------------------------------------------------------------------- | -------------------- | -------------------- |
|             | مؤسسة التنمية الدولية                                                | 24 أبريل 1961        | 23 ديسمبر 1960       |
|             | يونسكو                                                               | 4 نوفمبر 1946        | 16 ديسمبر 1947       |
|             | وكالة ضمان الاستثمار متعدد الأطراف                                   | 1 يوليو 2009         | 30 يونيو 1992        |
|             | الأمم المتحدة                                                        | 7 نوفمبر 1945        | 17 ديسمبر 1945       |
|             | بنك أمريكا الوسطى للتكامل الاقتصادي ‏                                 | ?                    | ?                    |
|             | وكالة حظر الأسلحة النووية في أمريكا اللاتينية ومنطقة البحر الكاريبي ‏ | ?                    | ?                    |
|             | الفريق المعني برصد الأرض                                             | ?                    | ?                    |
|             | الاتحاد البريدي العالمي                                              | ?                    | ?                    |
|             | البنك الدولي للإنشاء والتعمير                                        | 31 ديسمبر 1945       | 27 ديسمبر 1945       |
|             | الاتحاد الدولي للاتصالات                                             | 1 يوليو 1908         | 27 أكتوبر 1925       |
|             | منظمة حظر الأسلحة الكيميائية                                         | ?                    | ?                    |
|             | مؤسسة التمويل الدولية                                                | 20 يوليو 1956        | 20 يوليو 1956        |
|             | منظمة التجارة العالمية                                               | 1995                 | ?                    |
|             | منظمة الشرطة الجنائية الدولية                                        | ?                    | ?                    |

## أعلام
هذه قائمة لبعض الشخصيات التي تربطها علاقات بالبلدين:
- كارلوس منسيا (22 أكتوبر 1967 – )

## وصلات خارجية
- موقع وزارة الخارجية المكسيكية
- موقع وزارة الخارجية الهندوراسية